# ヴァインシュタット

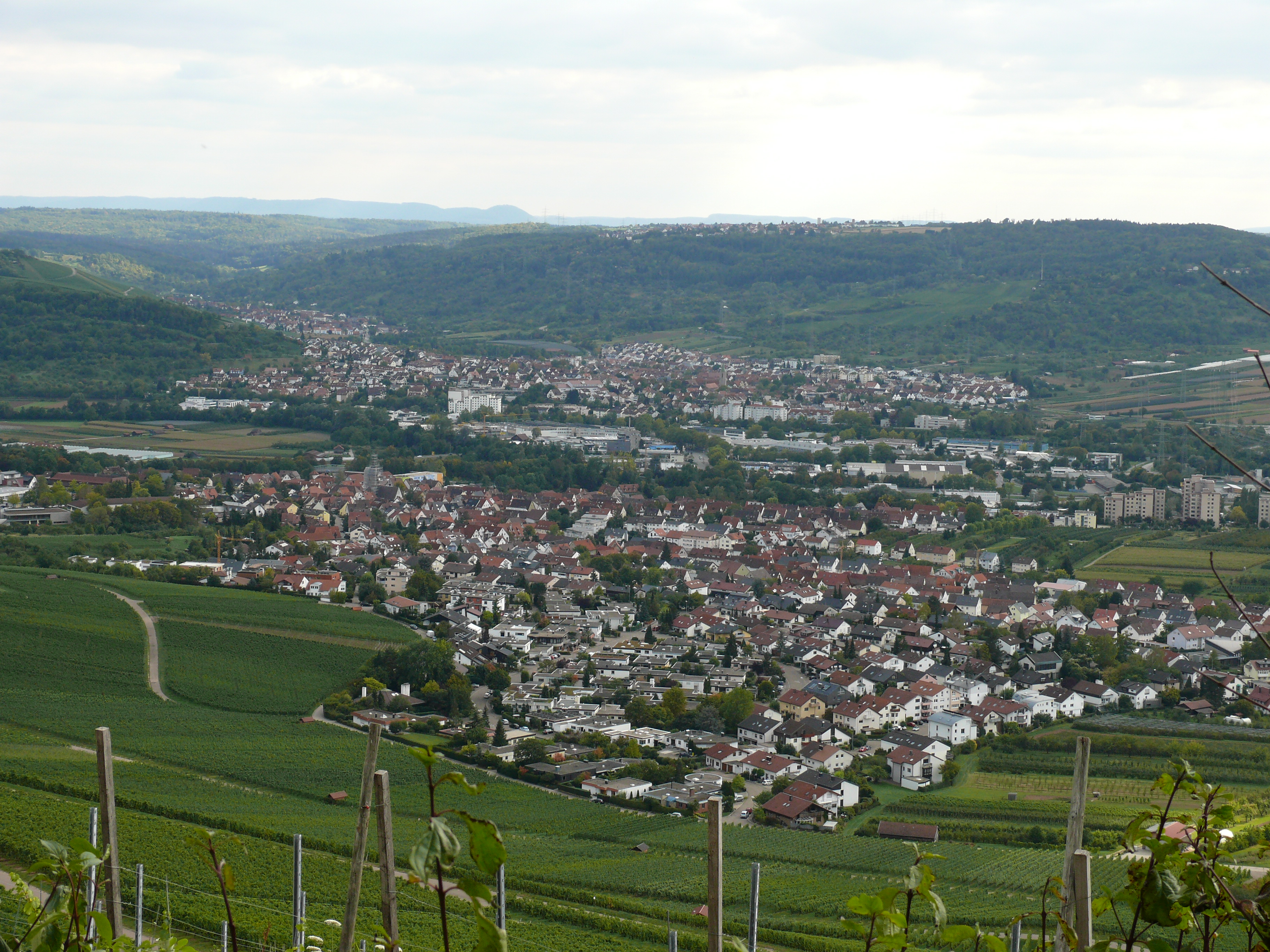
市の北部クラインヘパハー・コプフからヴァインシュタット市を望む。手前がグロースヘパハ地区、その奥がボイテルスバッハ地区、そのさらに左奥の谷間に位置するのがシュナイト地区

ヴァインシュタット (ドイツ語: Weinstadt, ドイツ語発音: [ˈva‿inʃtat]) はドイツ連邦共和国バーデン＝ヴュルテンベルク州レムス＝ムル郡に属す市である。本市は、シュトゥットガルト地方（1992年まではネッカー中流域）およびシュトゥットガルト大都市圏に属す。1975年1月1日の市町村再編で成立し、1976年3月9日に市となり、1979年1月1日にさらに大規模郡都市となった。現在はレムス＝ムル郡で6番目に大きな街であり、ヴァイブリンゲン/フェルバッハ地方の下級中心となっている。

## 地理

### 位置
ヴァインシュタットの市域はレムス川両岸に広がっている。レムス川はこの付近からレムスタールを抜けてネッカー盆地に流れ込み、レムスエック・アム・ネッカー付近でネッカー川に合流する。グロースヘパハ市区はレムス川の北岸に、その他の市区は南岸に位置している。ヴァインベルクは、市域の南側はシュールヴァルトの支脈の斜面に、北側のグロースヘパハは同様にシュヴァーベンの森の斜面に接す。
すべての市区でブドウ栽培 (ドイツ語: Weinbau) が行われており、これが市名の由来となっている。

### 市の構成
ヴァインシュタットは以下の市区から構成されている。
- ボイテルスバッハ (8,821)
- エンダースバッハ (7,816)
- グロースヘパハ (4,572)
- シュナイト (3,228)
- シュトリュンプフェルバッハ (2,426)

各市区の領域は、かつて独立した町村であった時と同じである。各市区はさらに固有の名称を持つ小集落や住宅地に分けられる。

### 地域開発
ヴァインシュタットは、州都シュトゥットガルトを上級中心、シュトゥットガルト地域内ヴァイブリンゲン/フェルバッハを中級中心とする地域に属す人口約5万人の地区の下級中心都市である。

### 土地利用
| 土地用途別面積 | 面積 (km2) | 占有率 |
| -------------- | ---------- | ------ |
| 住宅地         | 2.65       | 8.3 %  |
| 産業用地       | 1.00       | 3.2 %  |
| レジャー用地   | 0.66       | 2.1 %  |
| 交通用地       | 3.27       | 10.3 % |
| 農業用地       | 17.43      | 55.0 % |
| 森林           | 5.22       | 16.5 % |
| 水域           | 0.27       | 0.9 %  |
| その他の用地   | 1.21       | 3.8 %  |
| 合計           | 31.71      |        |

出典: Statistisches Landesamt Baden-Württemberg

### 隣接する市町村
ヴァインシュタット市は、西から時計回りに以下の市町村と境を接している: ケルネン・イム・レムスタール、ヴァイブリンゲン、コルプ、ヴァイブリンゲン市の飛び地、レムスハルデン、ヴィンターバッハ（以上いずれもレムス＝ムル郡）、バルトマンスヴァイラー、アイヒヴァルト（ともにエスリンゲン郡）。

## 歴史

### ヴァインシュタット
ヴァインシュタットを構成する村落は中世盛期にシュヴァーベン公領の北端に位置することとなった。これらは中世後期から近世に移り変わるにつれてアルトヴュルテンベルク領となり、1806年からは新たに創設されたヴュルテンベルク王国に、1918年からは新設されたヴュルテンベルク自由人民州に属した。1938年、ナチス時代のヴュルテンベルクの地域再編によって、それまでオーバーアムト・ショルンドルフとオーバーアムト・ヴァイブリンゲンに分かれていた村落がヴァイブリンゲン郡となった。ヴァイブリンゲン郡は1945年にアメリカ管理地区となり、新たに創設されたヴュルテンベルク＝バーデン州に属した。そして1952年に現在のバーデン＝ヴュルテンベルク州の一部となった。1973年の郡再編により、集落は新たに創設されたレムス＝ムル郡に属すこととなった。
ヴァインシュタットは、1975年1月1日に、それまで独立した町村であったボイテルスバッハ、エンダースバッハ、グロースヘパハ、シュナイトの4町村が合併して成立した。シュトリュンプフェルバッハは、それ以前の1973年1月1日にエンダースバッハに合併していた。このためこの街は、5つのそれぞれの中核部を有していたが、やがてボイテルスバッハとエンダースバッハが都市の様相を整えていった。
この新しい自治体は、発足時点で人口2万人を超えていた。しかし町当局は1978年になってやっと大規模郡都市への昇格を申請した。州当局は、1979年1月1日にその発効を決定した。
かつての町村はヴュルテンベルク領の古い集落で、それぞれ長い歴史を有している。

### エンダースバッハ
エンダースバッハは1278年に Andrespach として初めて文献に記録されている。この集落はおそらくショルンドルフとともにヴュルテンベルク領となった。ボイテルスバッハとは異なり、エンダースバッハは1762年から1765年、そして1807年から改めてオーバーアムト・ヴァイブリンゲンに属し、1938年からヴァイブリンゲン郡に移行した。エンダースバッハには1861年に新しいレムス鉄道沿いに駅が設けられ、これによりヴュルテンベルク邦有鉄道の鉄道網に接続した。 

### シュナイト
シュナイトは、1238年に Snait という表記で初めて文献に記録されている。この集落は、おそらくボイテルスバッハとともにヴュルテンベルク領となった。この集落は、ボイテルスバッハと同様に、アムト・ショルンドルフ（後にオーバーアムト）に属し、アムト廃止後はヴァイブリンゲン郡に属した。古いブドウ絞り所は1934年に造られた。

### シュトリュンプフェルバッハ
シュトリュンプフェルバッハは、1265年に Striumphilbach として初めて文献に記録された。おそらく13世紀にヴュルテンベルク領となった。この集落はアムト・ショルンドルフ（後にオーバー・アムト）に属し、1762年から1765年まで、そして1807年から改めてオーバーアムト・ヴァイブリンゲンに属した。1938年からはヴァイブリンゲン郡に移行した。古いブドウ絞り所は1928年に建造された。
アンドレアス・キーザーの1685年の森林登録簿に描かれたヴァインシュタットの集落
- ボイテルスバッハ
- エンダースバッハ
- グロースヘパハ
- シュナイト
- シュトリュンプフェルバッハ

## 住民

### 人口推移
数値は人口調査結果 (a) または各時点の統計部局の公的な推定値である。
| 年              | 人口（人） |
| --------------- | ---------- |
| 1961年6月6日 a  | 12,765     |
| 1970年5月27日 a | 17,822     |
| 1975年12月31日  | 22,162     |
| 1980年12月31日  | 23,244     |
| 1985年12月31日  | 23,255     |
| 1987年5月25日 a | 23,148     |

| 年             | 人口（人） |
| -------------- | ---------- |
| 1990年12月31日 | 23,999     |
| 1995年12月31日 | 24,941     |
| 2000年12月31日 | 25,643     |
| 2005年12月31日 | 26,245     |
| 2010年12月31日 | 26,421     |
| 2015年12月31日 | 26,685     |

a 人口調査結果
1961年と1970年は、現在ヴァインシュタット市に属す当時の町村の人口を合計したものである。当時の町村ごとの人口は以下の通りである。
- 1961年: ボイテルスバッハ 3,199人、エンダースバッハ 3,326人、グロースヘパハ 2,200人、シュナイト 2,245人、シュトリュンプフェルバッハ 1,795人
- 1970年: ボイテルスバッハ 5,111人、エンダースバッハ 4,512人、グロースヘパハ 2,905人、シュナイト 3,124人、シュトリュンプフェルバッハ 2,170人

### 宗教
ヴュルテンベルク伯領およびヴュルテンベルク公領に属していたことから、現在の5市区はいずれも宗教改革を経ている。これらの集落は何世紀にもわたってほぼ完全にプロテスタントであった。5つの福音主義教会は、それぞれの町村がオーバーアムト・ヴァイッブリンゲン、オーバーアムト・ショルンドルフのいずれに属していたかに応じて、ヴュルテンベルク福音主義地方教会内での監督教区および教会管区への帰属が異なっている。エンダースバッハ、グロースヘパハ、シュトリュンプフェルバッハはヴァイブリンゲン教会管区、ボイテルスバッハとシュナイトはショルンドルフ教会管区に属している。
バイエルンからの鉄道建設の時代、さらには第二次世界大戦後にカトリック信者が流入したことで、カトリック教会組織が形成され、教会堂が建設された。1956年にボイテルスバッハの聖アンナ教会とエーダースバッハの聖アンドレアス教会が建設された。シュナイトは1971年に独自のカトリック教会である聖十字架教会を得たが、信者らはボイテルスバッハ司祭区に属した。グロースヘパハは1974年に聖シュテファヌス教会を獲得したが、信者らは（シュトリュンプフェルバッハの信者と同じように）エンダースバッハ司祭区に属している。いずれの教会組織もロッテンブルク＝シュトゥットガルト司教区レムス＝ムル首席司祭区に属している。
この2大教会の他にヴァインシュタットには自由教会も存在する。福音主義自由教会（バプテスト）、ミッションスゲマインデ・ヴァインシュタット、クリストゥス＝ツェントルム・ヴァインシュタットがそれである。さらには、新使徒派教会やエホバの証人もヴァインシュタットで活動している。

## 行政

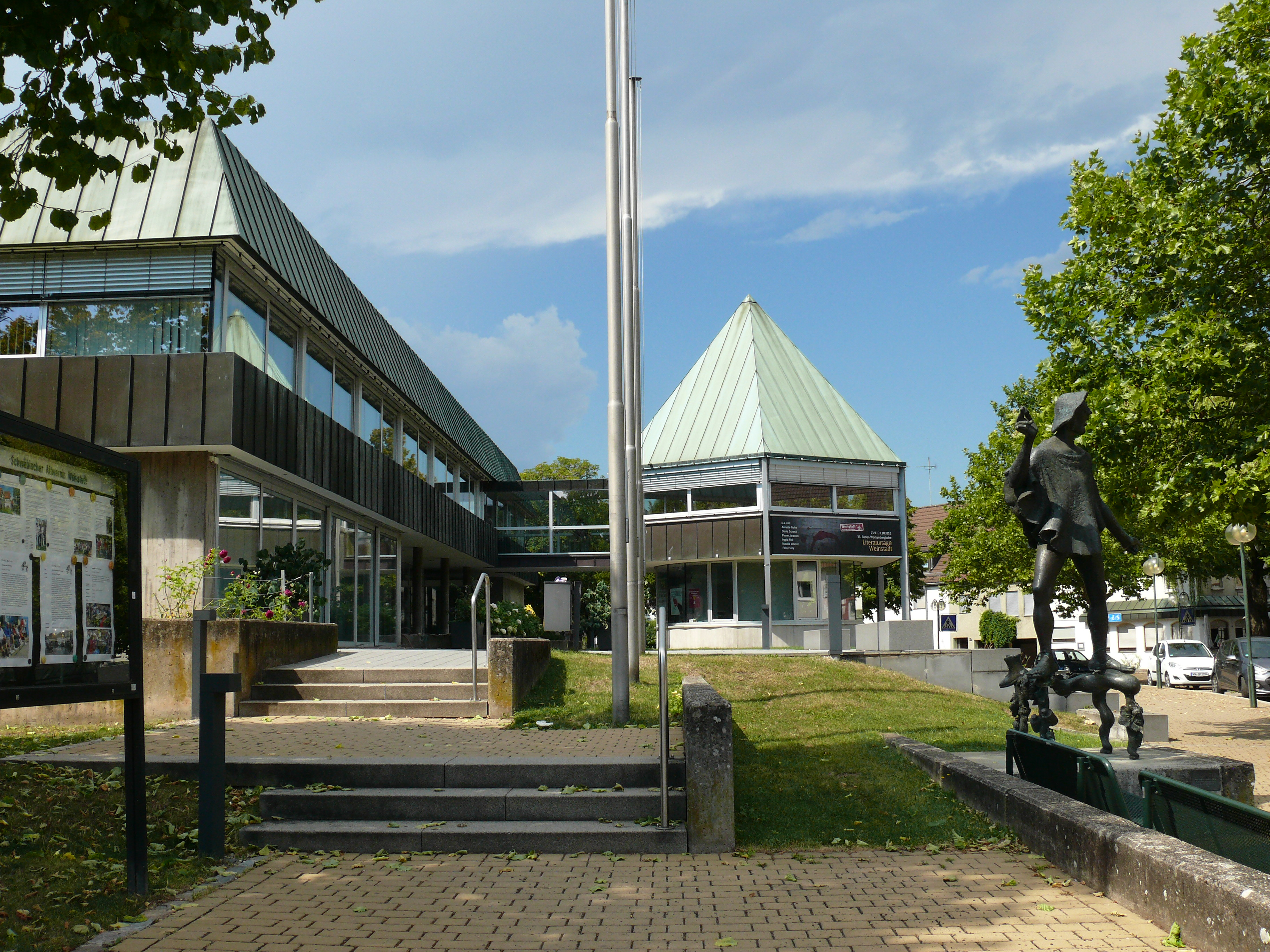
ボイテルスバッハ地区にあるヴァインシュタット市役所

### 市議会
ヴァインシュタットの市議会は、選挙で選出された 26人の名誉職の議員と、議長を務める上級市長で構成される。上級議長は市議会において投票権を有している。

### ヴァインシュタット青年議会
ヴァインシュタット青年議会は2013年に創設された。青年議会議員は名誉職で、2年ごとに14歳から18歳のヴァインシュタットの青年から選出される。投票は14歳から18歳の青年が行う。電子投票も行われている。市議会と同じように青年議会も会議を行う。会議のアジェンダは青年たちが作成する。会議には市議会議員が参加する。会議は少なくとも年に4回開催される。会議では、青年施設、スポーツ施設、レジャー施設や公共交通機関についてなどの実際のテーマが議論される。すべての会議は一般公開されている。いくつかの問題やアイデアを実践するために内部委員会が組織される。議会が公開であるのとは対照的に、委員会は一般傍聴者を排除して行うこともある。

### 首長
ヴァインシュタット市のトップは初め Bürgermeister（一般の市町村長にあたる）であったが、大規模郡都市への昇格に伴い、1979年1月1日に Oberbürgermeister（上級市長）に職名変更がなされた。首長は8年ごとに市民の直接選挙で選出される。首長は市議会の議長を務める。
歴代首長:
- 1975年 - 2000年: ユルゲン・ホーファー (FDP)
- 2000年 - 2016年: ユルゲン・オスヴァルト (CDU)
- 2016年12月以降: ミヒャエル・シャルマン (FW)

シャルマンは、2016年10月の選挙で 64.3 % の票を獲得して上級市長に選出された。現職だったオスヴァルトはこの選挙に出馬しなかった。

### 紋章
図柄: 頂部は金地でその中に黒いシカの角が横向きに配されている。主部は黒字に金色のブドウが一房描かれている。
市の旗は金 - 黒である。
紋章と旗は、1976年5月3日にレムス＝ムル郡当局の認可を得た。
ブドウの房は、市の名前の由来ともなったブドウ栽培を象徴している。ヴュルテンベルクのシカの角は、市区のヴュルテンベルクへの長い帰属を表している。

### 姉妹都市
ヴァインシュタットは、以下の都市と姉妹都市関係を結んでいる:
- パルトネー（フランス、ドゥー＝セーヴル県）1980年[17]
- ミェンヅィフト（ポーランド語版、英語版）（ポーランド、ヴィエルコポルスカ県）1990年[18]

また以下の都市と友好関係を築いている:
- アブランテス（ポルトガル、サンタレン県）
- アルネド（スペイン、ラ・リオハ州）
- ティペラリー（英語版）（アイルランド、ティペラリー県）

## 文化と見所

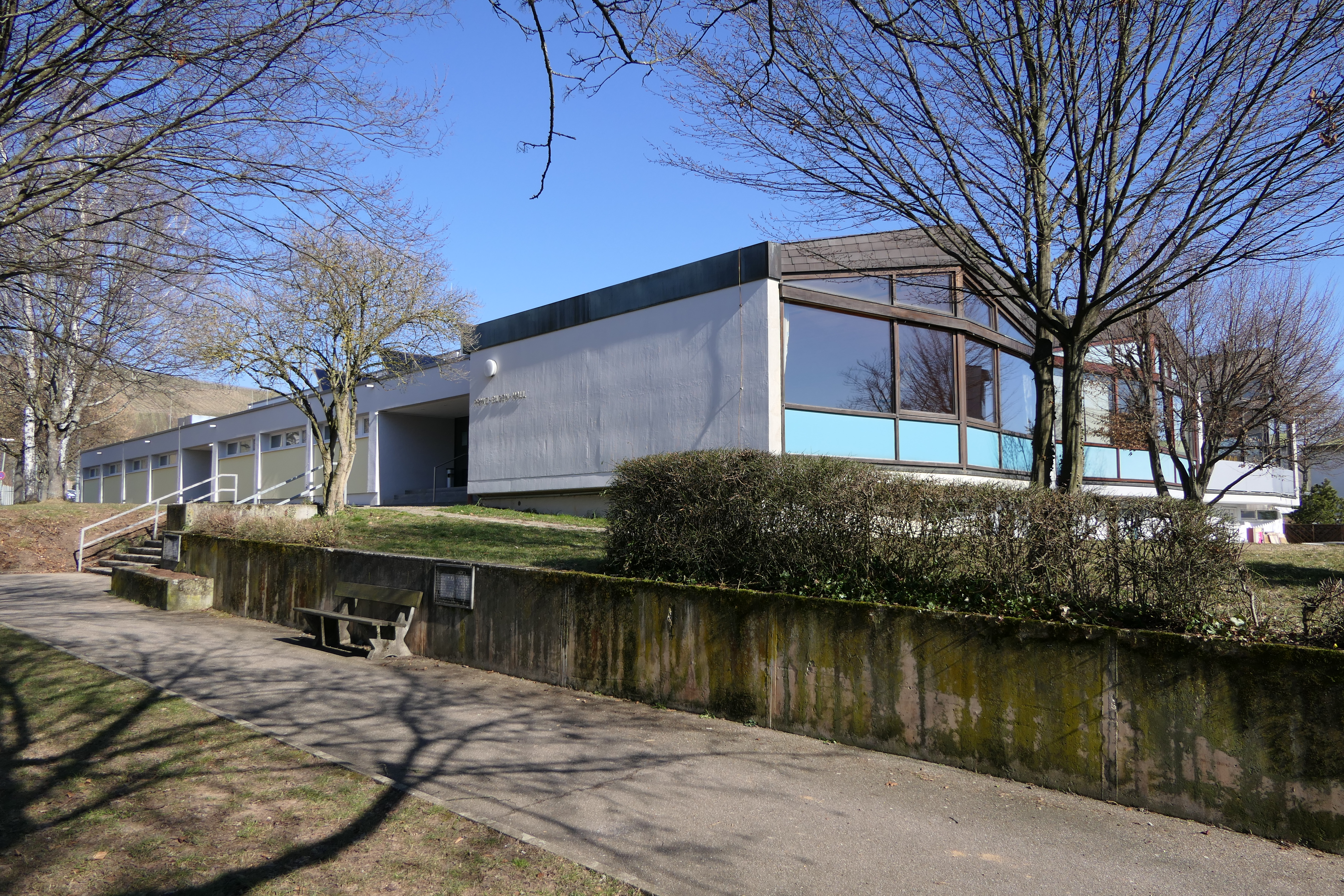
プリンツ＝オイゲン＝ハレ・グロースヘパハ

### 催事場
文化イベントは市内の様々なホールで開催される。たとえば、ハレ・ボイテルスバッハ、ヤーンハレ・エンダースバッハ。プリンツ＝オイゲン＝ハレ・グロースヘパハ、シュナイター・ハレ、シュトリュンプフェルバッハ－・ハレなどである。さらにシュトリュンプフェルバッハのアルテ・ケルター（旧ブドウ絞り所）もイベント会場として用いられている。

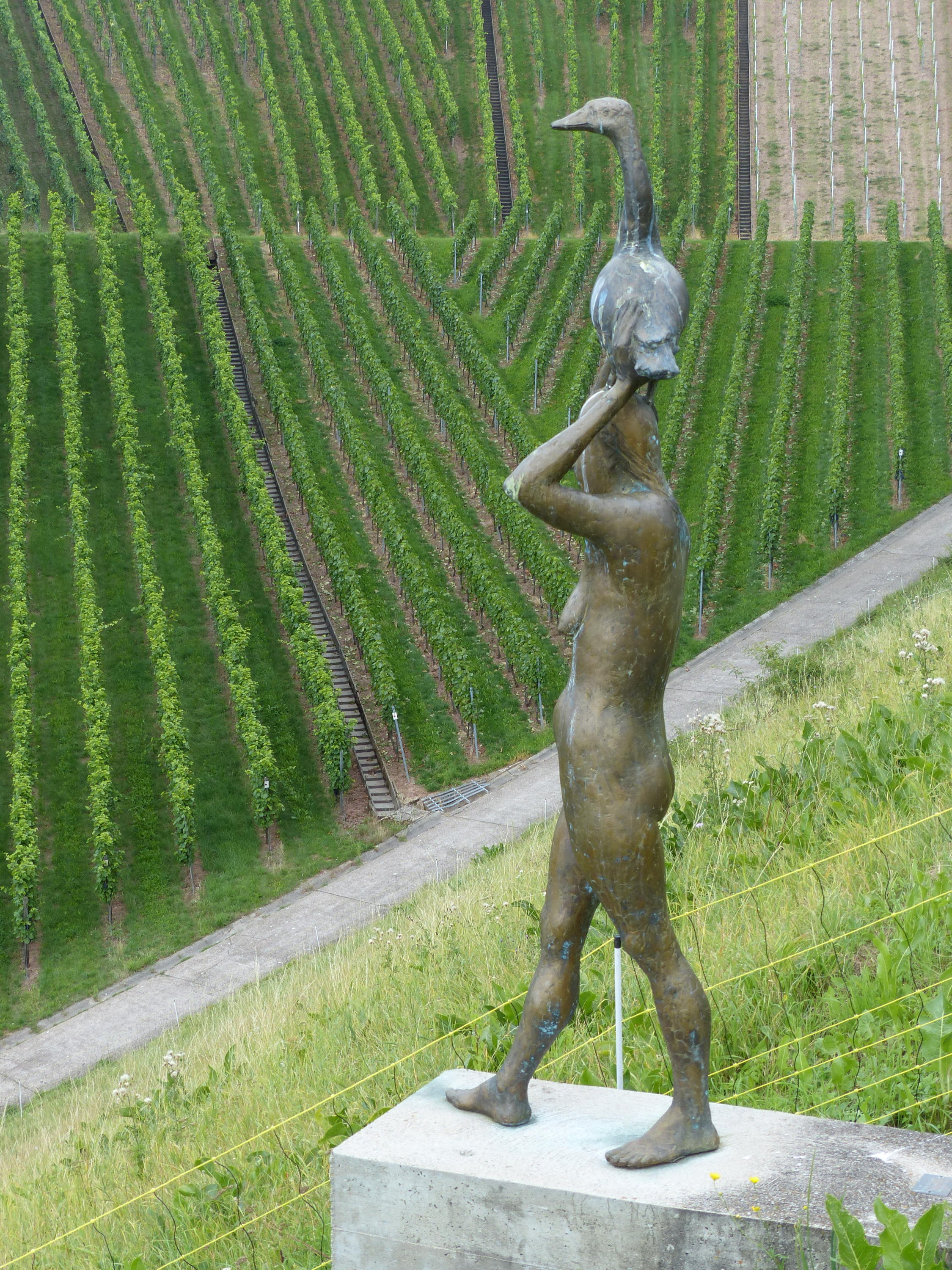
シュトリュンプフェルバッハの彫刻の径。ブドウ畑とカール・ウルリヒ・ヌス作の「ガチョウと女」

### シュトリュンプフェルバッハの彫刻の径
シュトリュンプフェルバッハのブドウ山に彫刻の径が設けられている。3世代にわたる彫刻家の、29体のブロンズや石の彫刻作品がシュトリュンプフェルバッハのブドウ山を通る彫刻の径を縁取っている。フリッツ・ヌスとその息子であるカール・ヌスのブロンズ作品およびフリッツ・ヌスの孫にあたるクリストフ・トラウプの石彫作品である。

### シュナイトの彫刻とブドウの学習路
ブドウ畑の中のもう一つの彫刻の径である「シュナイトの彫刻とブドウの学習路」は、シュナイトの日曜芸術家でブドウ栽培家のルートヴィヒ・ヘースの、たとえば石造りの「ブドウ絞り器」、「ブドウ用荷車」、「ゲルテ」、「アプレッセ」、「ワインテーブル」、「ヴェンゲルターフラウ」、「ブドウ桶」などの作品を見ることができる。

### 記念プレート
エンダースバッハ市区の墓地に設置された記念プレートは、1943年にブランデンブルク＝ゲルデン刑務所で殺害されたバプテストの兵役拒否者アルフレート・ヘルプストを追悼するものである。

### カールシュタイン展望台
エンダースバッハとシュトリュンプフェルバッハ近郊のブドウ山にカールシュタイン展望台がある。

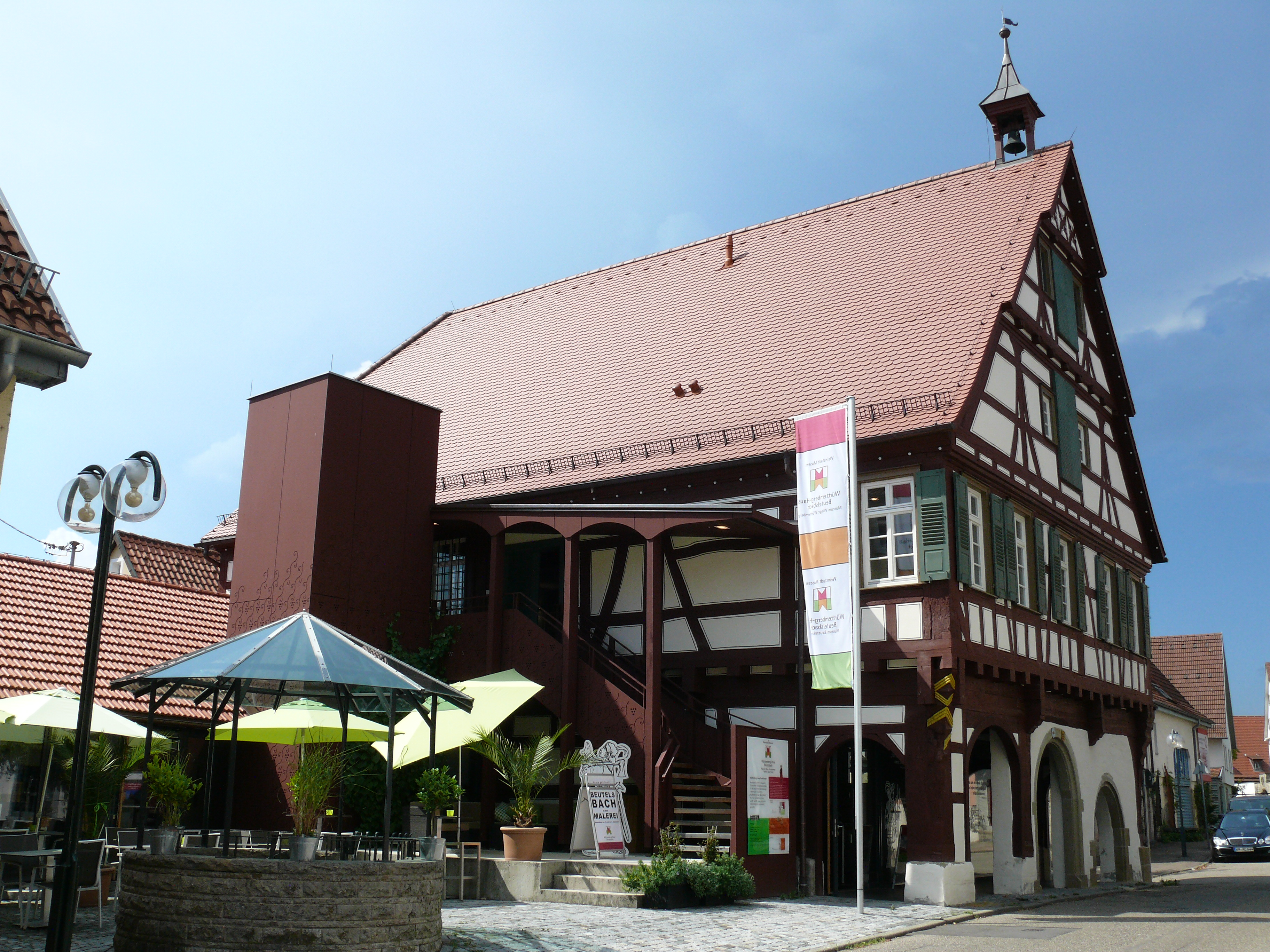
ボイテルスバッハの旧町役場

### 博物館・美術館
- ボイテルスバッハの旧町役場は2013/14年に改修され、5月から9月まで下層部分で貧しいコンラートの500周年記念特別展示が行われた。
- エンダースバッハ市区には2つの博物館がある。プフラスター14番地の郷土博物館と郷土資料室である。エンダースバッハ郷土資料室は、エンダースバッハ生まれの重要な画家カール・ヴィルヘルム・バウエルレ（1831年 - 1912年）の油絵とパステル画を展示している。
- シュトリュンプフェルバッハのヌス美術館およびシュトリュンプフェルバッハのブドウ山を通る彫刻の径
- シュナイトの旧校舎で、フリードリヒ・ジルヒャーの生家に入っているシュヴァーベン合唱連合のジルヒャー博物館は、この作曲家の生涯と作品を展示している。

- ボイテルスバッハの「貧しいコンラート」像
- エンダースバッハ、プラスター14番地の郷土博物館
- シュトリュンプフェルバッハのヌス美術館
- シュトリュンプフェルバッハの彫刻の径。カール・ウルリヒ・ヌス作「ツィーゲンボック（ヤギ）」（1989年）
- シュナイトのジルヒャー博物館

### 建築

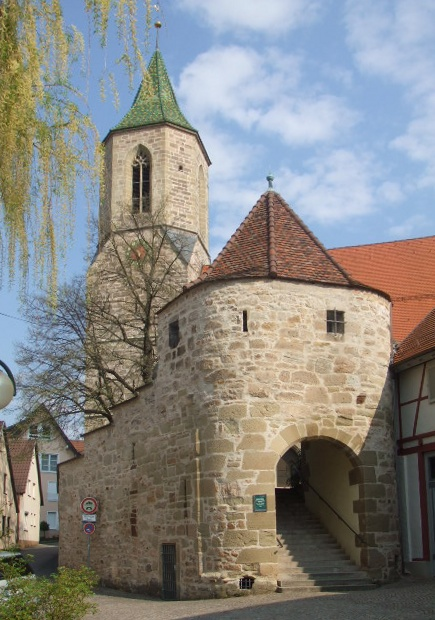
ボイテルスバッハの修道院教会

この街の最も重要な建物で象徴的建造物となっているのが、かつてヴュルテンベルク家の墓所でもあったボイテルスバッハの修道院教会である。現在の教会堂は1522年頃に建設されたものだが、中核部分はこれよりも古いものである。
エンダースバッハの教区教会は後期ゴシック様式の旧防衛教会で、その身廊は1468年に建設された。内陣と聖具室は1491年、塔は1769年に建設された。身廊は1730年にバロック様式に改築された。
シュナイトの教会は比較的新しい。この教会は、1748年に初めて2階席付きのホール式教会として建設された。
シュナイトには、1500年から1600年の間に建設されたガイスベルク家の城館が3つある。
シュトリュンプフェルバッハの教区教会は後期ゴシック様式のコールトゥルムアンラーゲ（内陣と塔が一体化した形式の教会）で、1784年に増築された。
グロースヘパハでは、1592年建造のグロースヘパハ城が特に見応えがある。この城は1900年頃からガイスベルク家の所有である。1749年からすでにこの家の女系の祖先が所有していた。この城館は現在も個人が所有するバーデン＝ヴュルテンベルク州では数少ない城館の1つである。グロースヘパハ城のほかに、ガイスベルク家が建造したとされているシュナイト城は、木組み建築愛好家に人気のハイキング地となっている。
- エンダースバッハの教区教会
- シュナイトの教会
- シュナイトの城館
- シュトリュンプフェルバッハの教区教会
- グロースヘパハ城

### 年中行事
ボイテルスバッハでは、毎年春に「フリューヤールスマルクト」（春の市）が、秋に「キルベマルクト」（教会市）が開かれる。5月1日頃に開催されるボイテルスバッハの「ヴァインドルフ」（ワイン村）は近隣のみならず遠方からも訪問客を引き寄せている。エンダースバッハでは5月の第2水曜日に「フェンスターブリュームレスマルクト」、9月に屋台市場を含む「ワイン祭り」、12月に「クリスマスマーケット」が開かれる。シュナイトでは毎年「マルティーニマルクト」が開催される。グロースヘパハでは9月にヘッカーミューレの近くで「100種ワインの祭り」が開かれる。特に秀逸なのが「ワインセラーの夜」で、市内の様々なワイン業者が、地下貯蔵庫でワインを提供している。シュトリュンプフェルバッハでは、毎年3日間「ケルターフェスト」が開催される。
この他に、2-3年ごとに、各市区持ち回りで「バッカス祭」が開催される。5月から6月には、グロースヘパハ（母の日の週末）やエンダースバッハのブドウ山でワインの試飲会が行われる。
ボイテルスバッハの教会祭（10月）やシュナイトの教会祭（8月）はこの地域で有名である。

### クラブ、サークル、協会
約1700人の会員を擁する SV ヴァインシュタットは、VfL エンダースバッハとならぶ2大スポーツクラブである。このクラブは1897年に TSV ボイテルスバッハとして設立され、2001年から SV ヴァインシュタットと改名された。SV ヴァインシュタットは、ハンドボール、陸上競技、水泳、テコンドー、卓球、体操、バレーボールを行っている。
エンダースバッハで設立された VfL は、1908年に設立され、1600人以上の会員を擁している。多種目スポーツクラブとして運営されており、体操、ハンドボール、陸上競技、水泳、スキー、バスケットボール、ヘルツシュポルト、障害者スポーツといった多彩な部門がある。VfLジュニア部門では、部門の活動に加えて、すべての青少年向けに様々なイベントを企画している。
VfL エンダースバッハ、TSV グロースヘパハ、SV ヴァインシュタットの3者は、2014年10月1日の会議で上位組織として SG ヴァインシュタットの発足を決議した
ヴァインシュタットには、3つのサッカークラブがある。SC ヴァインシュタット、TSV グロースヘパハ、TSV シュトリュンプフェルバッハである。最初の2つは、FV ヴァインシュタットから2005年に形成された。
1997年に VfL エンダースバッハおよび TSV グロースヘパハのハンドボール部門から HSG ヴァインシュタットが設立された。HSG ヴァインシュタットは、2011年に SV ヴァイシュタットと合併して SG ヴァインシュタット・ハンドボールとなった。5つの男子チーム、2つの女子チーム、これらとほとんどが重複しているがジュニアチームを擁する SG ヴァインシュタット・ハンドボールは、レムス＝ムル郡最大級のハンドボールクラブの1つである。
ヴァインシュタットにはバスケットボールクラブの BG エンダースバッハがある。このクラブは VfL エンダースバッハを母体としている。
1967年12月7日に設立されたテニスクラブ・ヴァインシュタット・エンダースバッハ e.V. はヴァインシュタットで最も古いテニスクラブである。

## 経済と社会資本

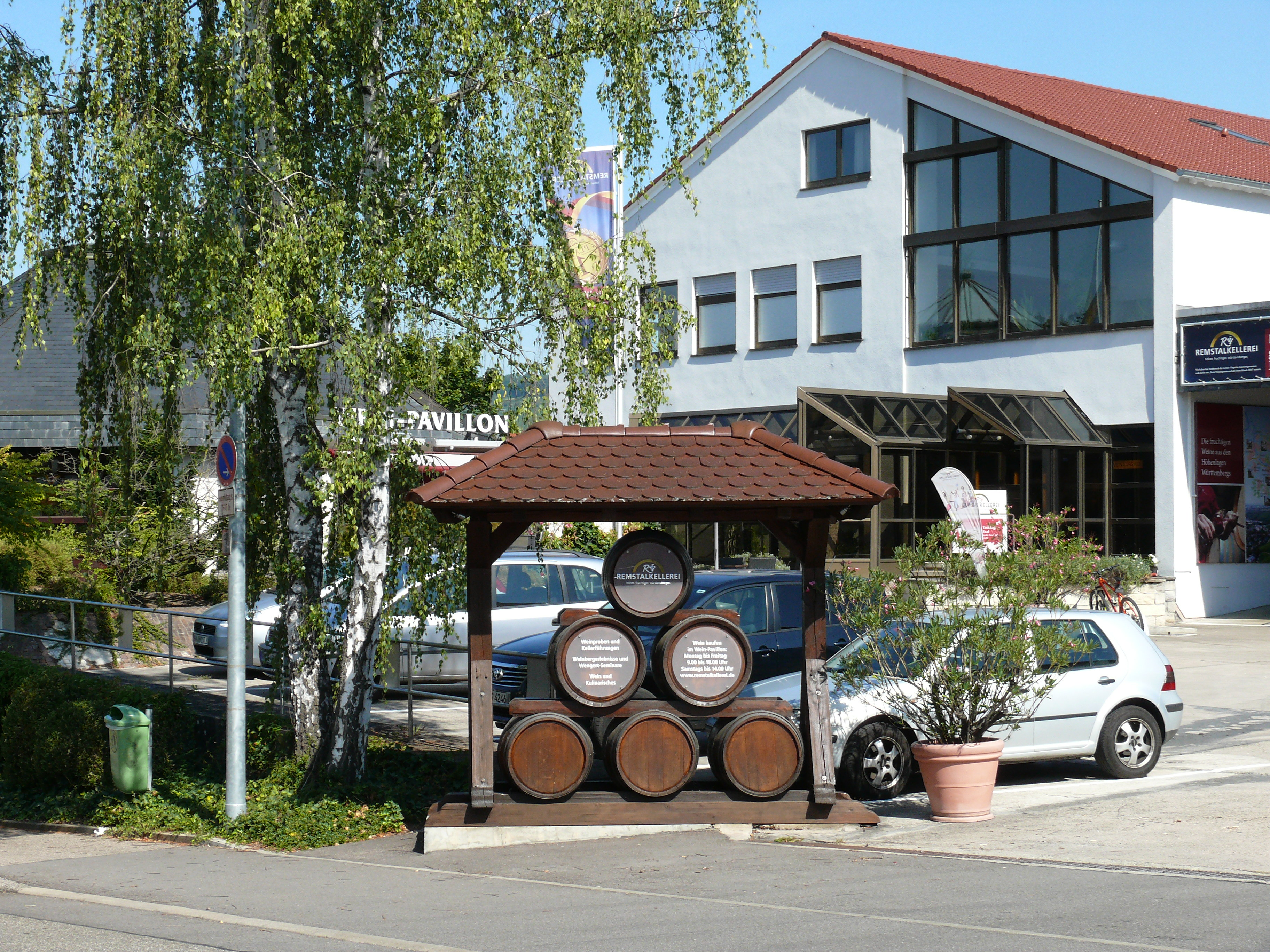
ボイテルスバッハのワイナリー「レムスタールケレライ」

### 経済
ヴァインシュタットの市区はかつては主にブドウ栽培・ワイン生産で生活していた。面積 489 ha のブドウ畑があるヴァインシュタット（2011年現在）は、ワイン栽培地区ヴュルテンベルクで4番目に広い畑を持つブドウ栽培の街である。現在ではいくつかの中小企業も進出している。さらに、近隣の都市、特にヴァイブリンゲンやシュトゥットガルトへの通勤労働者も多く住んでいる。

### 交通

#### 道路
高速道路として拡張された連邦道 B29号線（シュトゥットガルト - シュヴェービッシュ・グミュント - アーレン）が市内を通っている。3つのインターチェンジで市域とアクセスできる。

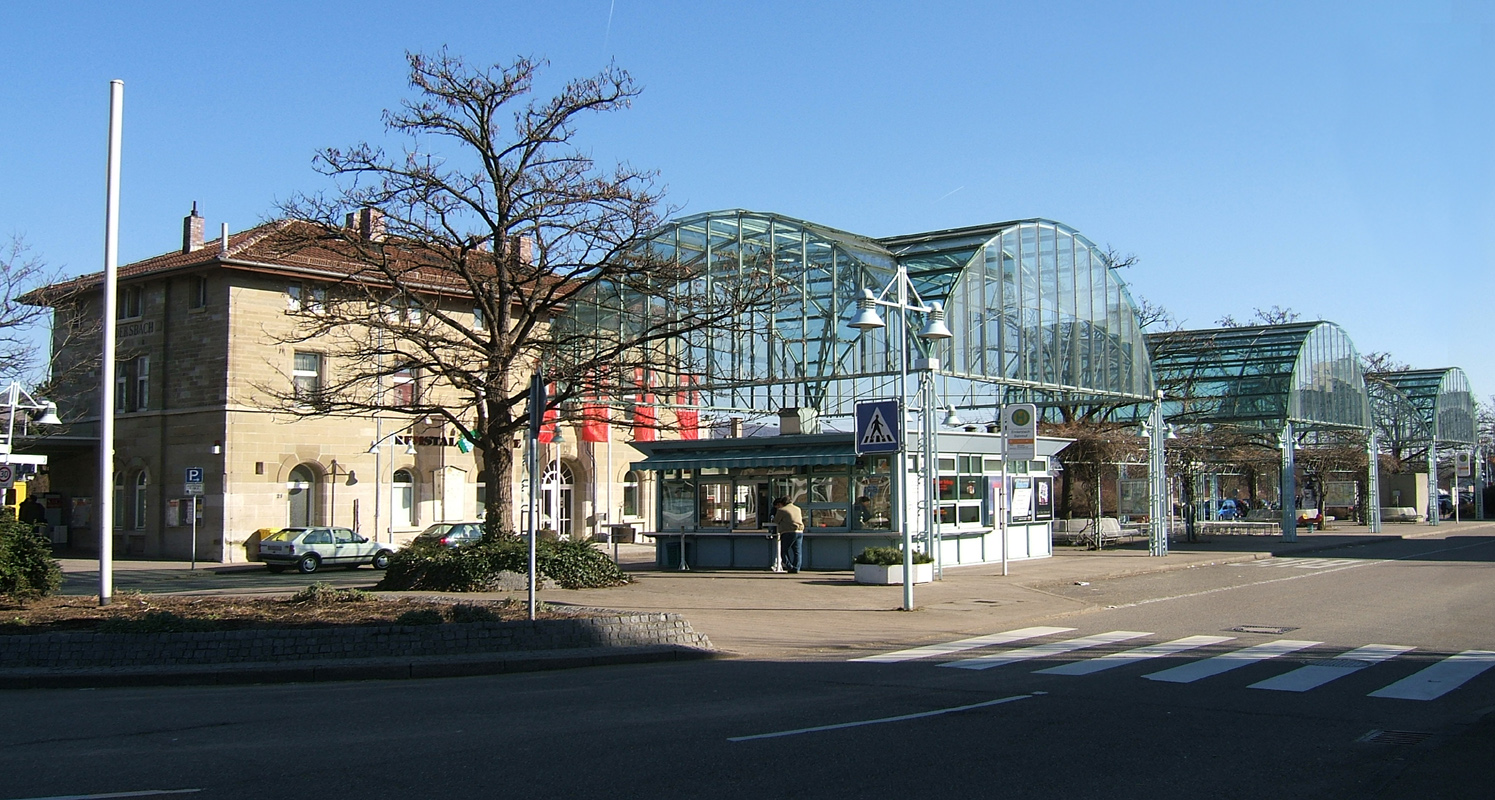
エンダースバッハ駅

#### 鉄道、バス
ヴァインシュタットは、レムス鉄道（シュトゥットガルト - アーレン （- ニュルンベルク））沿いに位置している。この路線をシュトゥットガルトSバーン S2号線（ショルンドルフ - シュトゥットガルト空港 - フィルダーシュタット）も走っている。ヴァインシュタット市内には以下の駅がある: シュテッテン＝バインシュタイン、エンダースバッハ、ボイテルスバッハ。市内には多くのバス路線が設けられている。すべての路線は、シュトゥットガルト交通・運賃連盟 (VVS) の統一料金が適用される。

### メディア
ヴァインシュタットのニュースは、日刊紙「ヴァイブリンガー・クライスツァイトゥング」で報道される。「ブレットレ」（および「s'ブレットレ」）は教会のスケジュール、クラブやその他のイベント、先週の（主に文化的）イベント結果を報道しており、週刊で各戸に無料配布されている。
ヴァインシュタットは、2001年に設立されたオンライン＝コミュニティー「Kwick」の所在地である。

### 公共機関
ヴァインシュタットは、エンダースバッハに公証人役場を有している。

### 教育
ヴァインシュタットには、ギムナジウム 1校（レムスタール＝ギムナジウム）、実科学校 1校（ラインホルト＝ネーゲレ実科学校）、2015年からゲマインシャフツシューレとして運営されているヴェルクレアルシューレ1校（エーリヒ・ケストナー＝シューレ）、養護学校 1校（フォルマーシューレ）がある。養護学校は、エンダースバッハ地区とボイテルスバッハ地区との間にあるヴァインシュタット教育センターに組み込まれている。さらに、各市区には基礎課程学校がある。このうちエンダースバッハ地区の基礎課程学校には「シルヒャーシューレ」、グロースヘパハ地区のそれには「フリードリヒ＝シラー＝シューレ」という特別な名前がつけられている。
社会教育学専門学校とグロースヘパハ姉妹団の老人養護専門学校の2校がヴァインシュタットにおける教育機会を補完している。ウンテレス・レムスタール市民大学 e.V. は、ヴァインシュタットのヴァーベ邸に分校を有している。

## 人物

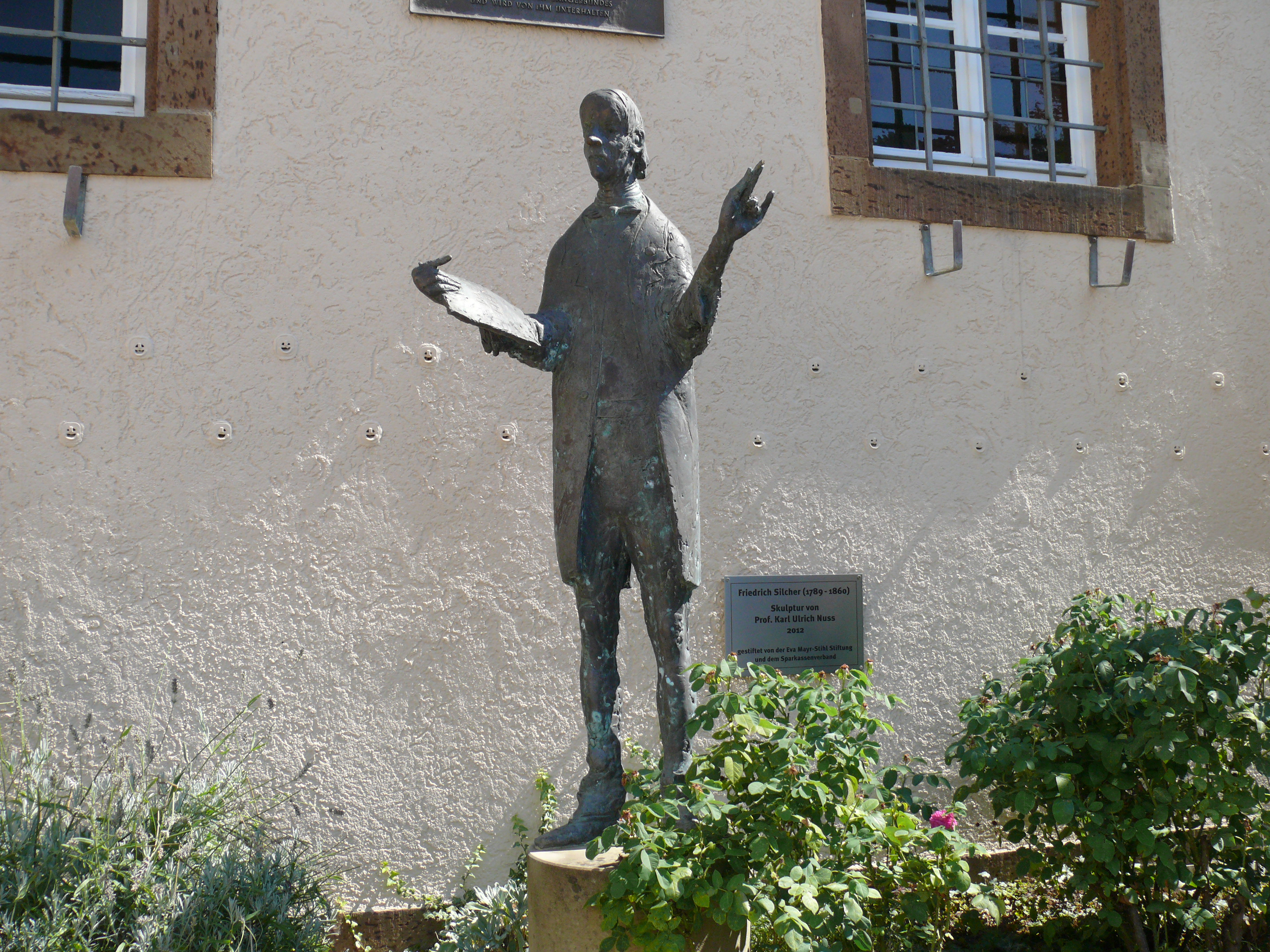
シュナイトのジルヒャー記念碑

### 出身者
- フリードリヒ・ジルヒャー（1789年 - 1860年）作曲家、音楽教育者

### ゆかりの人物
- ユルゲン・ローヴァー（ドイツ語版、英語版）（1924年 - 2015年）司書、軍事史家。ヴァインシュタットに住んだ。

## 関連文献
- Sophie Weishaar (1966). Strümpfelbach im Remstal 1265–1965. Leinfelden und Biberach an der Riß: Verlag Eugen Hauchler
- Heinz E. Walter, ed (1978). Das Ortsbuch von Endersbach 1278–1978. Burg Liebenstein: Ortsbücher-Verlag
- Ulrich Stolte (2004). Dichter im amusischen Württemberg. Ein neues Autograph von Friedrich Hölderlins Idol Johann Jakob Thill. Suevica. Band 9. Stuttgart: Hans-Dieter Heinz Akademischer Verlag. ISBN 978-3-88099-428-7
- Statistisches Bundesamt, ed (1983). Historisches Gemeindeverzeichnis für die Bundesrepublik Deutschland. Namens-, Grenz- und Schlüsselnummernänderungen bei Gemeinden, Kreisen und Regierungsbezirken vom 27.5.1970 bis 31.12.1982. Stuttgart/Mainz: W. Kohlhammer. ISBN 978-3-17-003263-7

これらの文献は、翻訳元であるドイツ語版の参考文献として挙げられていたものであり、日本語版作成に際し直接参照してはおりません。